# Покопцев, Николай Иванович
Николай Иванович Поко́пцев (1932—2003) — советский и российский оператор-постановщик. Заслуженный деятель искусств Российской Федерации (1999).

## Биография
Николай Иванович Покопцев родился 15 мая 1932 года в совхозе имени XVII партсъезда (ныне Курская область).
Оператор-постановщик киностудии «Ленфильм».

## Награды и премии
- заслуженный деятель искусств Российской Федерации (1999)
- Государственная премия РСФСР имени братьев Васильевых (1987) — за съёмки фильма «Письма мёртвого человека» (1986)

## Фильмография
1. 1968 — В день свадьбы  (совместно с Владимиром Пономарёвым) (Режиссёр-постановщик: Вадим Михайлов)
2. 1969 — Рудольфио  (короткометражный) (Режиссёр-постановщик: Динара Асанова)
3. 1970 — Золото Высоких Татр  (документальный) (совместно с Дмитрием Месхиевым, Борисом Тимковским, Александром Чечулиным) (Режиссёр-постановщик: Виктор Садовский)
4. 1971 — Ход белой королевы  (Режиссёр-постановщик: Виктор Садовский)
5. 1972 — Синие зайцы, или Музыкальное путешествие  (Режиссёр-постановщик: Виталий Аксёнов)
6. 1973 — Игра  (ТВ) (Режиссёр-постановщик: Леонид Макарычев)
7. 1976 — Синяя птица  (Режиссёр-постановщик: Джордж Кьюкор)
8. 1977 — О чём твоя песня  (фильм-концерт) (Режиссёр-постановщик: Тофик Шахвердиев)
9. 1978 — Двое в новом доме  (Режиссёр-постановщик: Тофик Шахвердиев)
10. 1979 — Десант на Орингу  (Режиссёр-постановщик: Михаил Ершов)
11. 1980 — Никудышная  (ТВ) (Режиссёр-постановщик: Динара Асанова)
12. 1981 — Деревенская история  (Режиссёр-постановщик: Виталий Каневский)
13. 1981 — Трижды о любви  (Режиссёр-постановщик: Виктор Трегубович)
14. 1982 — Родителей не выбирают  (совместно с Вадимом Грамматиковым) (Режиссёр-постановщик: Виктор Соколов)
15. 1984 — Ребячий патруль  (ТВ) (Режиссёр-постановщик: Леонид Макарычев)
16. 1986 — Письма мёртвого человека  (Режиссёр-постановщик: Константин Лопушанский)
17. 1986 — Сказание о храбром Хочбаре  (совместно с Олегом Куховаренко) (Режиссёры-постановщики: Асхаб Абакаров, Михаил Ордовский)
18. 1988 — Полёт птицы  (Режиссёр-постановщик: Владимир Григорьев)
19. 1989 — Посетитель музея   (Режиссёр-постановщик: Константин Лопушанский)
20. 1990 — Сон девственницы  (СССР/Западный Берлин) (Режиссёр-постановщик: Геннадий Беглов)
21. 1992 — Земля обетованная  (Азербайджан) (Режиссёр-постановщик: Шаин Синария)
22. 1993 — Танец смерти  (Россия/США) (Режиссёр-постановщик: Грейдон Кларк)
23. 1994 — Русская симфония  (Россия/Франция/ФРГ) (Режиссёр-постановщик: Константин Лопушанский)
24. 2000 — Звёздочка моя ненаглядная  (совместно с Александром Корнеевым, Сергеем Ландо, Эдуардом Розовским) (Режиссёр-постановщик: Сергей Микаэлян)
25. 2000 — Улицы разбитых фонарей 3. Серия 1. Врачебная тайна  (ТВ) (Режиссёр-постановщик: Валерий Наумов)
26. 2000—2001 — Улицы разбитых фонарей 3. Серия 2. Человек со шрамом  (ТВ) (Режиссёр-постановщик: Григорий Жихаревич)
27. 2000—2001 — Улицы разбитых фонарей 3. Серия 3. Дурь  (ТВ) (Режиссёр-постановщик: Евгений Аксёнов)
28. 2001 — Конец века  (совместно с Евгением Гуревичем при участии Сергея Юриздицкого и Эрнста Штритценгера) (Режиссёр-постановщик: Константин Лопушанский)
29. 2001 — Улицы разбитых фонарей 4. Серия 1. Знак судьбы  (ТВ) (Режиссёр-постановщик: Валерий Наумов)
30. 2003 — Улицы разбитых фонарей 5. Серия 1. Дамоклов меч  (ТВ) (Режиссёр-постановщик: Геннадий Глаголев)

#### Роль в кино
1. 1998 — Улицы разбитых фонарей. Серия 9. Блюз осеннего вечера — работник прокуратуры, знакомый Казановы

## Признание и награды
- 1999 — Заслуженный деятель искусств Российской Федерации.

Был оператором-постановщиком на фильмах, получивших признание в СССР России и за рубежом:
- 1976 — Синяя птица — Почетный диплом фильму на XI МКФ детских и юношеских фильмов в Тегеране, Иран (1976).
- 1986 — Письма мёртвого человека — Основные создатели фильма удостоены Государственной премии РСФСР им. Братьев Васильевых 1987 года. Лауреаты премии: К. Лопушанский, В. Рыбаков, Б. Стругацкий, Н. Покопцев, Е. Амшинская, В. Иванов, Л. Гавриченко, Р.Быков; Гран-при и приз ФИПРЕССИ фильму на 35-м МКФ в Мангейме, ФРГ (1986); Гран-при фильму на XII МКФ в Варне, Болгария (1987); Специальный приз фильму на II МКФ в Трое, Португалия (1986); Приз жюри фильму на 20-м ВКФ, за режиссерский дебют К.Лопушанскому и изобразительное решение Н.Покопцеву, Е.Амшинской и В.Иванову (1987); Приз «За лучшую операторскую работу» Н. Покопцеву на VIII МКФ фантастических фильмов в Мадриде, Испания (1987); Первая премия фильму на III МКФ на острове Пантеллерия, Италия (1987); Приз французской федерации киноклубов фильму на XXVIII международных киновстречах в Праде, Франция (1987); Высшая премия фильму на МКФ в Зимбабве (1987).
- 1989 — Посетитель музея — Гран-при, Приз за лучшую операторскую работу на МКФ в Мадриде, Испания (1990); Приз «Серебряный Георгий» и приз международного экуменического жюри фильму, а также приз УНИАТЕК Н. Покопцеву на 16-м МКФ в Москве (1989); Профессиональные премии к/ст. «Ленфильм» 1989 года им. А. Москвина оператору Н. Покопцеву (1990).
- 2001 — КФ «Окно в Европу» в Выборге. Специальный приз жюри «За изобразительное решение» (2001 Конец века)